# Worowo (województwo wielkopolskie)
Worowo – osada w Polsce położona w województwie wielkopolskim, w powiecie poznańskim, w gminie Murowana Goślina.
Wieś szlachecka położona była w 1580 roku w powiecie poznańskim województwa poznańskiego.